# サユラ航空ボンバルディア CRJ200 墜落事故
サユラ航空ボンバルディア CRJ200 墜落事故（サユラこうくうボンバルディア CRJ200 ついらくじこ）は、2024年7月24日にネパールのトリブバン国際空港で発生した航空事故である。
事故機には乗客17人、乗員2人の計19人が搭乗しており、搭乗していた19人のうち18人が死亡した。機長は唯一の生存者であった。

## 飛行の詳細
事故機のボンバルディア CRJ200ER（機体記号9N-AME）は、製造番号7772として製造され、2003年にボンバルディア アビエーション社によって製造されたものである。その後アトランティック・コースト航空に納入され、2017年にサユラ航空に移籍された。
飛行機はカトマンズのトリブバン国際空港からポカラへ飛行する予定で、乗務員2名と機体の定期整備を行う技術者17名を乗せていた。サユラ航空は、機体の整備が7月25日に予定されていると発表していた。

## 事故

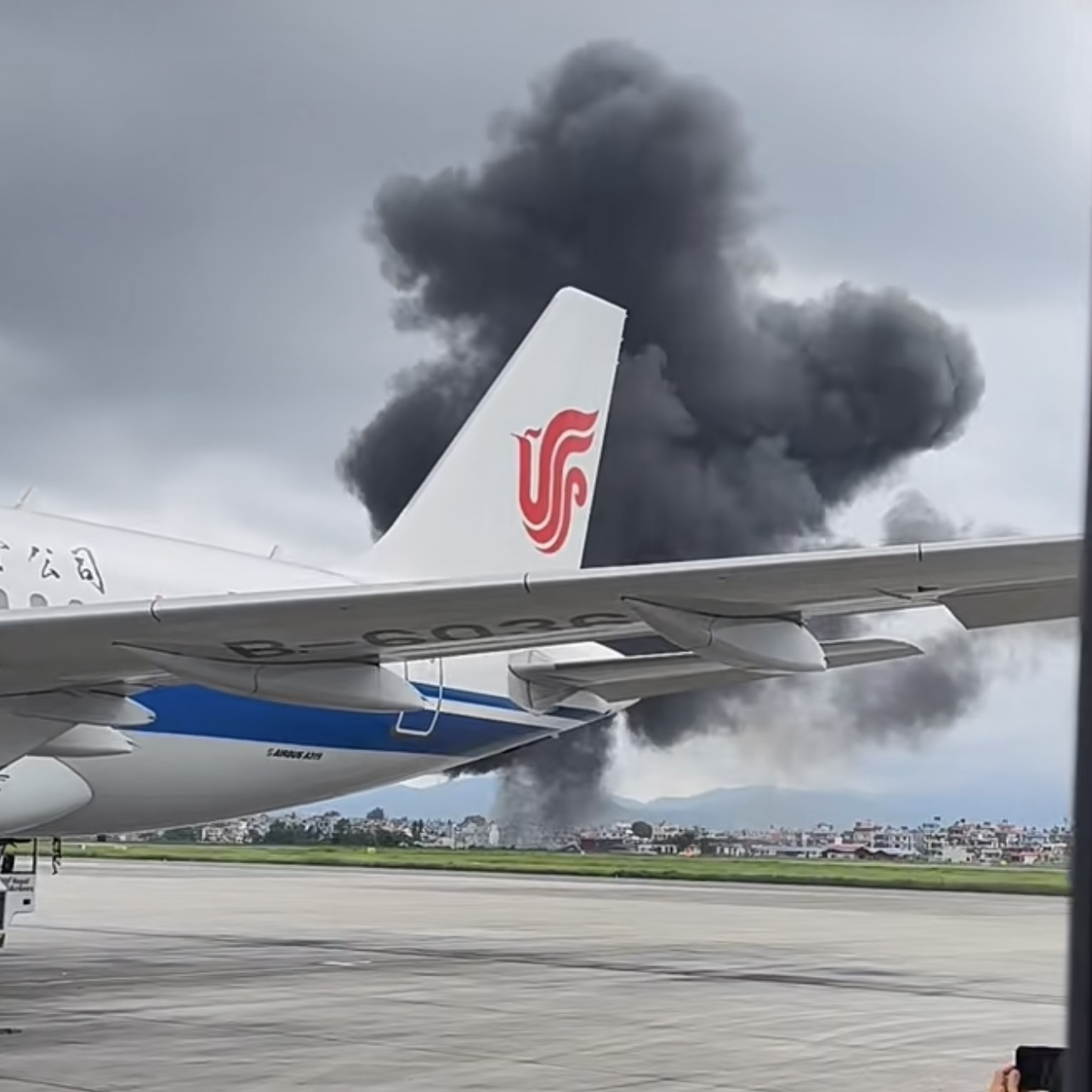
墜落現場から立ち上る黒煙

墜落は7月24日午後11時15分頃、飛行機が離陸した直後に発生した。飛行機は滑走路からわずかに浮いた後、横転して墜落した。映像と目撃者の証言によると、飛行機は滑走路の南端から離陸し、急傾斜して墜落し、翼端が最初に地面に衝突した。飛行機は衝突時に炎上し、滑走路の東側、航空機格納庫とレーダー基地の間の峡谷に滑り込んだ。民間航空大臣バドリ・パンディによれば、機体が地面に衝突する直前に、コックピットは貨物コンテナによって胴体から切り離されたという。コックピットはコンテナにめり込み、機体の残りの部分は峡谷のさらに下へと流された。
15人は墜落現場で死亡が、乗客3人は後に病院で死亡が確認され、この墜落事故でイエメン国籍の国民1人を含む18人が死亡した。機長のマニッシュ・シャキャは墜落事故の唯一の生存者で、命に別状のない負傷を負ってカトマンズ医科大学病院に搬送された。
事故当時、カトマンズでは視界が悪かった。空港職員の一人は、墜落前に飛行機から「割れる音」が聞こえたようだと報告した。

## 乗員乗客
| 国籍     | 乗客 | 乗務員 | 計 |
| -------- | ---- | ------ | -- |
| ネパール | 16   | 2      | 18 |
| イエメン | 1    | 0      | 1  |
| 合計     | 17   | 2      | 19 |

## 余波
トリブバン国際空港は事故後、一時閉鎖された。犠牲者の遺体は検死のためカトマンズのトリブバン大学付属病院に搬送された。機長は墜落から5分以内に救助され、頭部と顔面に負傷し、背骨を骨折したと述べた。

## 調査
ネパール民間航空局は5人で構成される事故調査委員会（AAIC）を設置した。回収されたコックピットボイスレコーダー（CVR）とフライトデータレコーダー（FDR）が解析のためシンガポールに送られた。
トリブバン国際空港の責任者は、初期調査で飛行機が離陸直後に間違った方向に向かったことが判明したと述べた。
9月5日、AAICは予備報告書を公表した。フライトデータレコーダーの分析によると機体は離陸時に毎秒8.6°の異常に高い機首上げとなっていた。離陸後に機体は振動し始め、右に94.6度傾き高度130フィートから降下して右翼から地面に墜落した。機体は約15秒間飛行し、離陸直後からスティックシェイカーが複数回作動していた。
調査の中で航空会社が荷物の計量、積み込みや固定に関する要件を遵守していなかったことが明らかになった。調査委員会は全ての航空会社は貨物や手荷物の取り扱い要件を遵守しなければならないとする暫定的な安全勧告を発表した。